# Otto Rüfenacht
Otto Rüfenacht (* 27. Oktober 1919; † 1. November 1982) war ein Schweizer Degenfechter.

## Erfolge
Otto Rüfenacht nahm an zwei Olympischen Spielen teil: 1948 belegte er in London mit der Schweizer Equipe den fünften Rang. Bei den Olympischen Spielen 1952 in Helsinki gewann er dann im Mannschaftswettbewerb die Bronzemedaille. Zur Mannschaft gehörten neben ihm Paul Barth, Paul Meister, Willy Fitting, Mario Valota und Oswald Zappelli. Dazwischen wurde er bei den Weltmeisterschaften 1950 in Monte Carlo Vierter im Einzel. Rüfenacht focht beim Fechtclub Bern.